# In the Ghetto
In the Ghetto – piosenka napisana przez Maca Davisa w 1969 i wykonywana przez Elvisa Presleya. Na singlu wydano także inną piosenkę
Suspicious Minds, która okazała się przebojem.
Tekst piosenki opowiada o młodym chłopaku, który mieszka w getcie w Chicago, wchodzi w konflikt z prawem, zostaje postrzelony i ginie.
Inne wersje tej piosenki były śpiewane także między innymi przez:
- Nick Cave and the Bad Seeds (album From Her to Eternity)
- Wing (album Wing Sings Elvis)
- Skrewdriver
- Dolly Parton
- Taylor Hicks z programu American Idol
- The Cranberries (album Wake Up and Smell the Coffee)
- Brolle Jr.
- DNX vs. The Voice
- Martin Gore
- Tracy Chapman & Natalie Merchant